# Valmir Veliu
Valmir Veliu (sinh ngày 4 tháng 6 năm 2000) là một cầu thủ bóng đá chuyên nghiệp người Kosovo hiện đang thi đấu ở vị trí tiền vệ cánh cho câu lạc bộ İstanbulspor tại Süper Lig, cho mượn từ Gaziantep, và Đội tuyển bóng đá quốc gia Kosovo.

## Sự nghiệp thi đấu

### Llapi
Ngày 18 tháng 6 năm 2018, Veliu ký hợp đồng chuyên nghiệp đầu tiên với câu lạc bộ Llapi tại Giải bóng đá vô địch quốc gia Kosovo sau khi đồng ý đạt thỏa thuận kéo dài 3 năm. Ngày 29 tháng 9 năm 2018, anh ta ra mắt đội bóng trong chiến thắng 2–0 trên sân nhà trước KEK, khi vào sân thay cho Festim Alidema.

### Gaziantep
Ngày 26 tháng 6 năm 2022, Veliu ký hợp đồng 3 năm với câu lạc bộ Gaziantep tại Süper Lig. Gaziantep được cho là đã trả 180 nghìn euro phí chuyển nhượng. Ngày 6 tháng 8 năm 2022, anh ta ra mắt đội bóng trong trận hòa 1–1 trước Sivasspor, khi vào sân thay cho Lazar Marković ở phút thứ 64.

## Sự nghiệp thi đấu
Ngày 24 tháng 12 năm 2019, Veliu được Đội tuyển bóng đá quốc gia Kosovo triệu tập để chuẩn bị cho trận giao hữu gặp Thụy Điển, và có trận ra mắt khi vào sân thay cho Herolind Shala ở phút thứ 46.